# 唐县镇
唐县镇，是中华人民共和国湖北省随州市随县下辖的一个乡镇级行政单位。

## 行政区划
唐县镇下辖以下地区：
北园社区、紫金社区、文峰社区、骕骦社区、华宝山村、水府庙村、洪庙村、群联村、双稻香村、砂子岗村、两水村、江义村、黄家庙村、金寨村、迎鹤村、玉皇村、石佛村、杨寨村、福忠村、鲁城河村、鲁城村、十里村、新桥村、勤德村、肖畈村、桃园村和双丰村。